# Burton Latimer
Burton Latimer este un oraș în comitatul Northamptonshire, regiunea East Midlands, Anglia. Orașul se află în districtul Kettering. 